# Бютнер, Макс (арфист)
Макс Бютнер (нем. Max Büttner; 29 января 1891, Родах — 1959) — немецкий арфист и композитор.
C 14 лет играл в городском оркестре в Зоннеберге, затем в 1907—1908 гг. в Юрдингене. В 1909—1912 гг. совершенствовался как арфист в Берлине под руководством Макса Зааля, одновременно с 1910 г. играл в составе Блютнер-оркестра. В 1912—1913 гг. солист оркестра Берлинской королевской оперы, затем в 1913—1916 гг. придворного театра в Дессау. В 1916—1947 гг. жил и работал в Мюнхене: соло-арфист Мюнхенской оперы, с 1919 г. также профессор арфы в Мюнхенской высшей школе музыки. Одновременно с 1917 г. изучал контрапункт у Г. В. фон Вальтерсхаузена, позднее также учился дирижированию у Гуго Рёра.
Среди композиций Бютнера — не только многочисленные пьесы для арфы, но и оркестровая музыка, балет «Храбрый оловянный солдатик» (нем. Der tapfere Zinnsoldat; 1935, для штутгартского хореографа Лины Герцер), концерт для скрипки с оркестром (1936).